# Dipartimento di Bongouanou
Il dipartimento di Bongouanou è un dipartimento della Costa d'Avorio. È situato nella regione di Moronou, distretto di Lacs.
Nel censimento del 2014 è stata rilevata una popolazione di 165.307 abitanti. 
Il dipartimento è suddiviso nelle sottoprefetture di Andé, Assié-Koumassi, Bongouanou e N'Guessankro.